# 薩里亞島

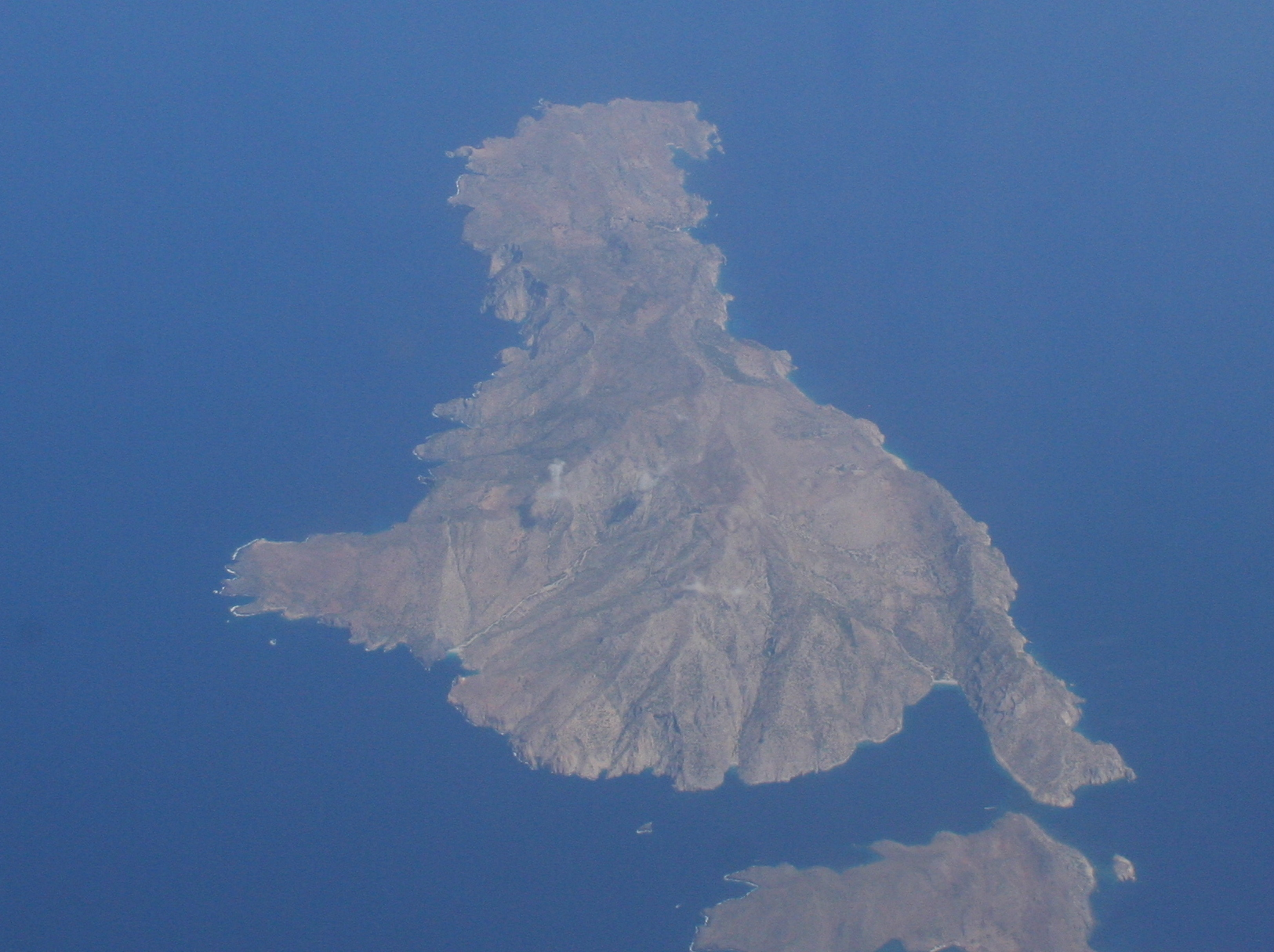
从空中眺望萨里亚岛

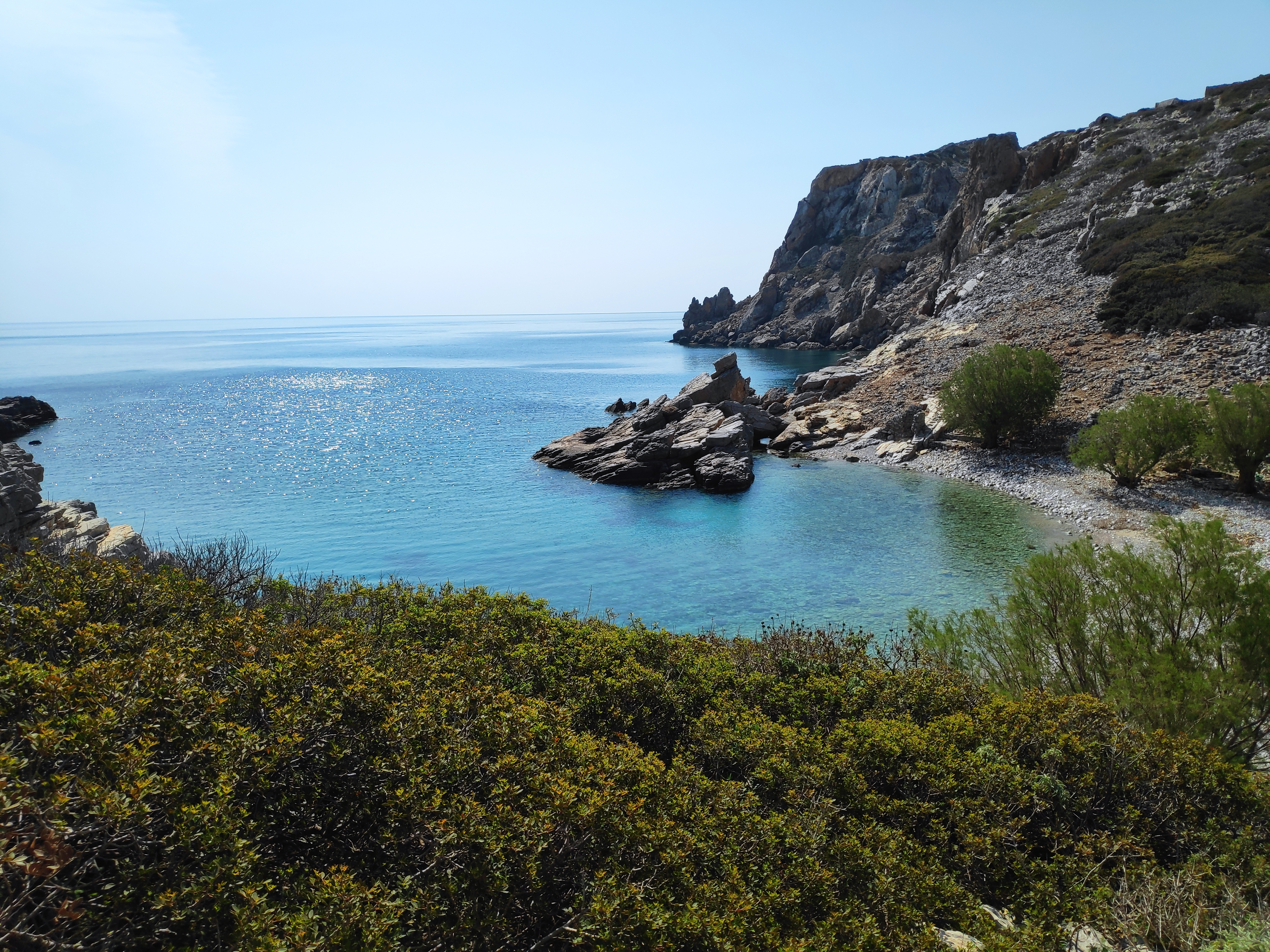
海边风景

薩里亞島（希臘語：Σαρία）是希臘的火山島，位於地中海，屬於佐澤卡尼索斯群島的一部分，座落于卡尔帕索斯岛的北边。该岛長8公里、寬4.5公里，面積21平方公里，最高點海拔高度631米，2011年人口45。行政上该岛属于南愛琴大區卡尔帕索斯-卡索斯英雄岛专区的卡尔帕索斯市镇。

## 外部連結
- 卡尔帕索斯市镇官方网站 （页面存档备份，存于） （希腊文）